# Peralejos
Peralejos (en aragonès: Peralellos) és un municipi d'Aragó situat a la província de Terol i enquadrat a la comarca de la Comunitat de Terol.